# 聖克魯斯杜阿拉里

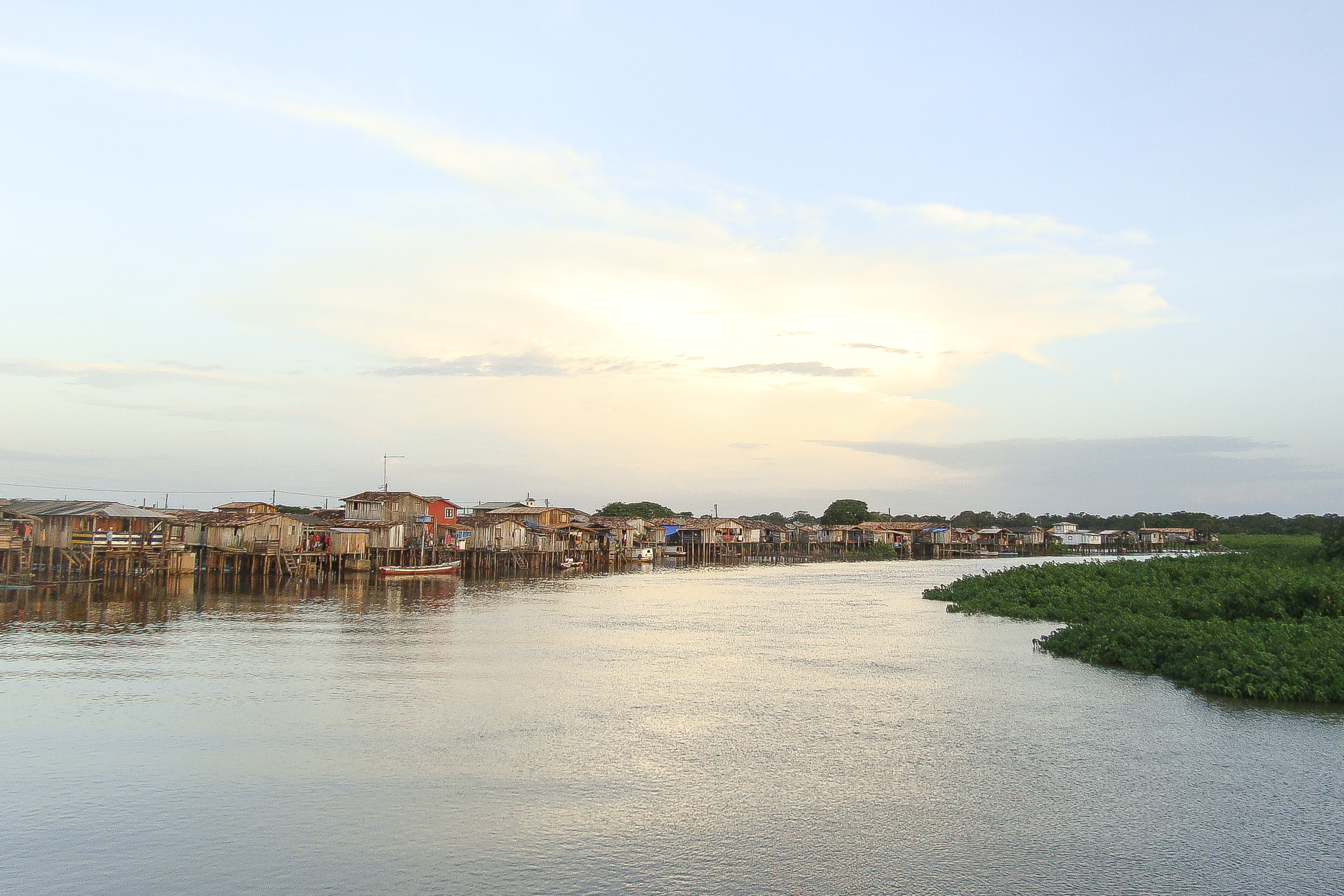
聖克魯斯杜阿拉里

0°39′50″S 49°9′46″W / 0.66389°S 49.16278°W
聖克魯斯杜阿拉里（葡萄牙語：Santa Cruz do Arari），是巴西的城鎮，位於該國北部，由帕拉州負責管轄，始建於1961年4月8日，面積1,075平方公里，海拔高度6米，2010年人口8,163，人口密度每平方公里7.59人。